# Ambassade du Canada aux États-Unis
L'ambassade du Canada aux États-Unis est la représentation diplomatique du Canada auprès des États-Unis. Elle est abritée dans un bâtiment situé au 501 Pennsylvania Avenue, N.W., à Washington, D.C. Son ambassadrice est, depuis 2019, Kirsten Hillman.

## Situation
L'immeuble de l'ambassade s'élève sur le côté nord de Pennsylvania Avenue, en face de la National Gallery of Art. Il est contigu au Newseum à l'ouest et au parc John-Marshall à l'est. Le Canada est le seul pays à posséder une ambassade à proximité du Capitole.

## Histoire
En juin 1925, le parlement d'Ottawa vote un crédit de 60 000 dollars pour l'établissement d'une ambassade du Canada à Washington.
L'ambassade a longtemps occupé une maison, acquise en 1927, sur l'« Embassy Row ». Cette maison avait été construite en 1909 pour Clarence Moore, un financier qui trouva la mort dans le naufrage du Titanic. C'est dans cette maison que la reine du Canada, Élisabeth II, reçut à diner le président Dwight D. Eisenhower lors de la fin de sa visite d'État aux États-Unis en 1959.
Avec le temps, le bâtiment se révéla trop petit et la délégation canadienne agrandit la maison et occupa d'autres locaux à travers Washington. Dans les années 1970, le Canada commença à chercher un nouveau lieu. Au même moment, le district de Columbia cherchait à revitaliser la Pennsylvania Avenue. En 1978, le gouvernement canadien y acheta un terrain disponible pour 5 millions de dollars. Le site avait auparavant servi pour une concession automobile Ford et pour une bibliothèque publique. La nouvelle ambassade a été inaugurée en mai 1989 par le Premier ministre Brian Mulroney. L'ancien bâtiment abrite désormais l'ambassade d'Ouzbékistan.

## Architecture
Le bâtiment est l'œuvre de l'architecte de Colombie-Britannique Arthur Erickson, le choix créant quelques controverses car Erickson avait été sélectionné par son ami le Premier ministre canadien Pierre Elliott Trudeau, mais le bâtiment en lui-même a été bien accueilli.